# HD 60325
HD 60325，又名BD-14 1966，SAO 153061、HR 2897，是一颗恒星，视星等为6.21，位于銀經230.45，銀緯2.52，其B1900.0坐标为赤經7h 28m 46.1s，赤緯-14° 2.52′ 22″。